# 겨울 폭풍

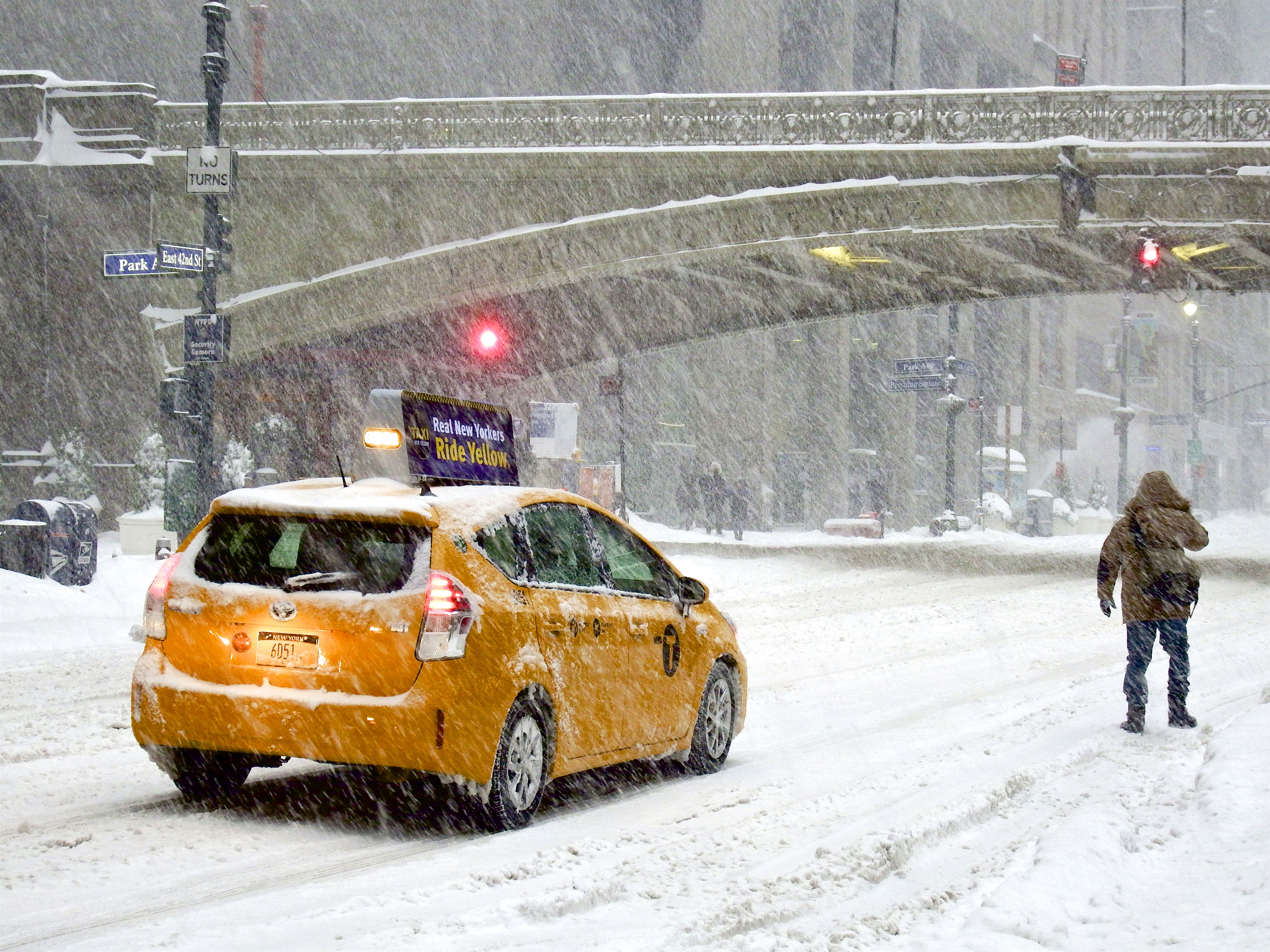
뉴욕의 2006년 블리자드 기간 중의 폭설과 강한 바람

겨울 폭풍 또는 윈터 스톰(winter storm)은 눈 (날씨), 진눈깨비, 또는 우빙 등 영하의 기온에서만 발생하는 다양한 강수와 바람이 일치하는 현상이다. 온대 대륙성 기후와 아북극성 기후에서 이러한 폭풍은 반드시 겨울철에만 국한되지 않고 늦은 가을과 이른 봄에도 발생할 수 있다. 강풍과 낮은 가시거리를 동반한 눈보라를 블리자드라고 한다.

## 형성
겨울 폭풍은 습한 공기가 대기로 상승하여 지면 근처에 저기압을 생성하고 공기 중에 구름을 생성할 때 형성된다. 공기는 언덕이나 큰 산에 의해 위로 밀려날 수도 있다. 이러한 상승 운동을 양력이라고 한다. 수분은 큰 호수나 바다와 같은 큰 수역에서 바람에 의해 한데 모인다. 기온이 영하인 0°C(32°F)이고 지면 근처와 구름 위에 있으면 강수는 눈, 얼음, 비와 눈이 섞인(진눈깨비), 얼음 알갱이 또는 심지어 우박(연한 우박)으로 내린다. 차가운 공기는 따뜻한 공기만큼 많은 수분을 유지할 수 없으므로 총 강수량은 고온일 때보다 적다.
다음과 같은 경우 겨울 폭풍 경보가 발령된다.
1. 12시간 동안 눈이 6인치(15cm) 이상 쌓이거나 24시간 동안 눈이 8인치(20cm) 이상 쌓인 경우.
2. 바람이 35mph(16m/s) 미만일 때 넓은 지역에서 눈이 날려 시야가 가려지는 경우.
3. 표면에 얼음이 0.25인치(0.64cm) 이상 쌓인 경우.
4. 1인치(2.5cm)보다 큰 얼음 알갱이가 형성된다.
5. 체감 냉각 지수가 3시간 이상 -35°F(-37°C) 미만이고 지속 풍속이 최소 10mph(4.5m/s)인 경우.
6. 풍속이 35mph(16m/s) 이상이고 가시거리가 0.25마일(400m) 미만으로 3시간 이상 지속되는 눈보라를 블리자드라고 한다.

## 같이 보기
- 한파
- 블리자드